# Vuelta a España 2020
La 75.ª edición de la Vuelta a España fue una carrera de ciclismo en ruta por etapas que se celebró entre el 20 de octubre y el 8 de noviembre de 2020 con inicio en la ciudad de Irún y final en la ciudad de Madrid, en España, con un total de 18 etapas sobre un recorrido de 2892,1 km. El vencedor absoluto, por segundo año consecutivo, fue el corredor esloveno Primož Roglič.
Inicialmente prevista entre el 14 de agosto y el 6 de septiembre, con motivo de la pandemia de COVID-19 y el respectivo reordenamiento de todo el calendario ciclista hecho por la UCI para la temporada 2020, la carrera fue reprogramada para celebrarse entre el 17 de octubre y el 8 de noviembre de 2020. Poco después, la organización anunció la anulación de las tres primeras etapas, que se iban a disputar en suelo neerlandés. Por tanto, el recorrido partió ya desde Irún (España) el martes 20 de octubre. Constaba de un total de 21 etapas, pero al anularse las tres primeras se disputaron 18, sobre una distancia total de 2846,9 km.
La carrera fue la tercera y última de las denominadas Grandes Vueltas de la temporada y formó parte del circuito UCI WorldTour 2020 dentro de la categoría 2.UWT. 

## Equipos participantes
Tomaron la partida un total de 22 equipos, de los cuales 19 son de categoría UCI WorldTeam y 3 UCI ProTeam, quienes conformaron un pelotón de 176 ciclistas de los cuales terminaron 142. Los equipos participantes fueron:
| WorldTeams (19)- AG2R La Mondiale - Astana - Bahrain McLaren - Bora-Hansgrohe - CCC Team - Cofidis - Deceuninck-Quick Step - EF Pro Cycling - Groupama-FDJ - Israel Start-Up Nation - Lotto Soudal - Mitchelton-Scott - Movistar Team - NTT Pro Cycling - Ineos Grenadiers - Jumbo-Visma - Team Sunweb - Trek-Segafredo - UAE Team Emirates ProTeams (3)- Burgos-BH - Caja Rural-Seguros RGA - Total Direct Énergie |
| |

## Desarrollo

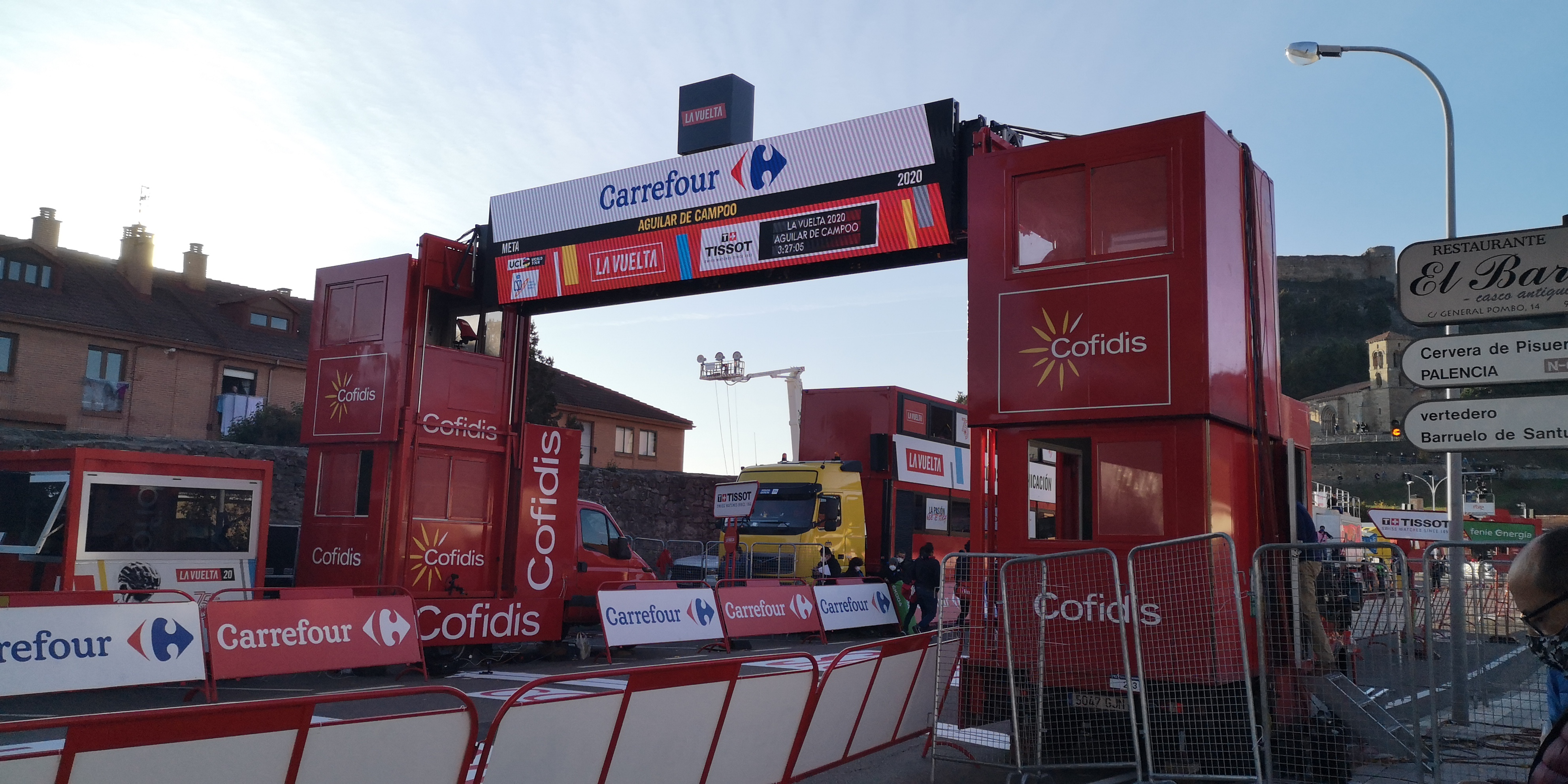
Área de meta de la Vuelta 2020, durante la 9.ª etapa de la misma.

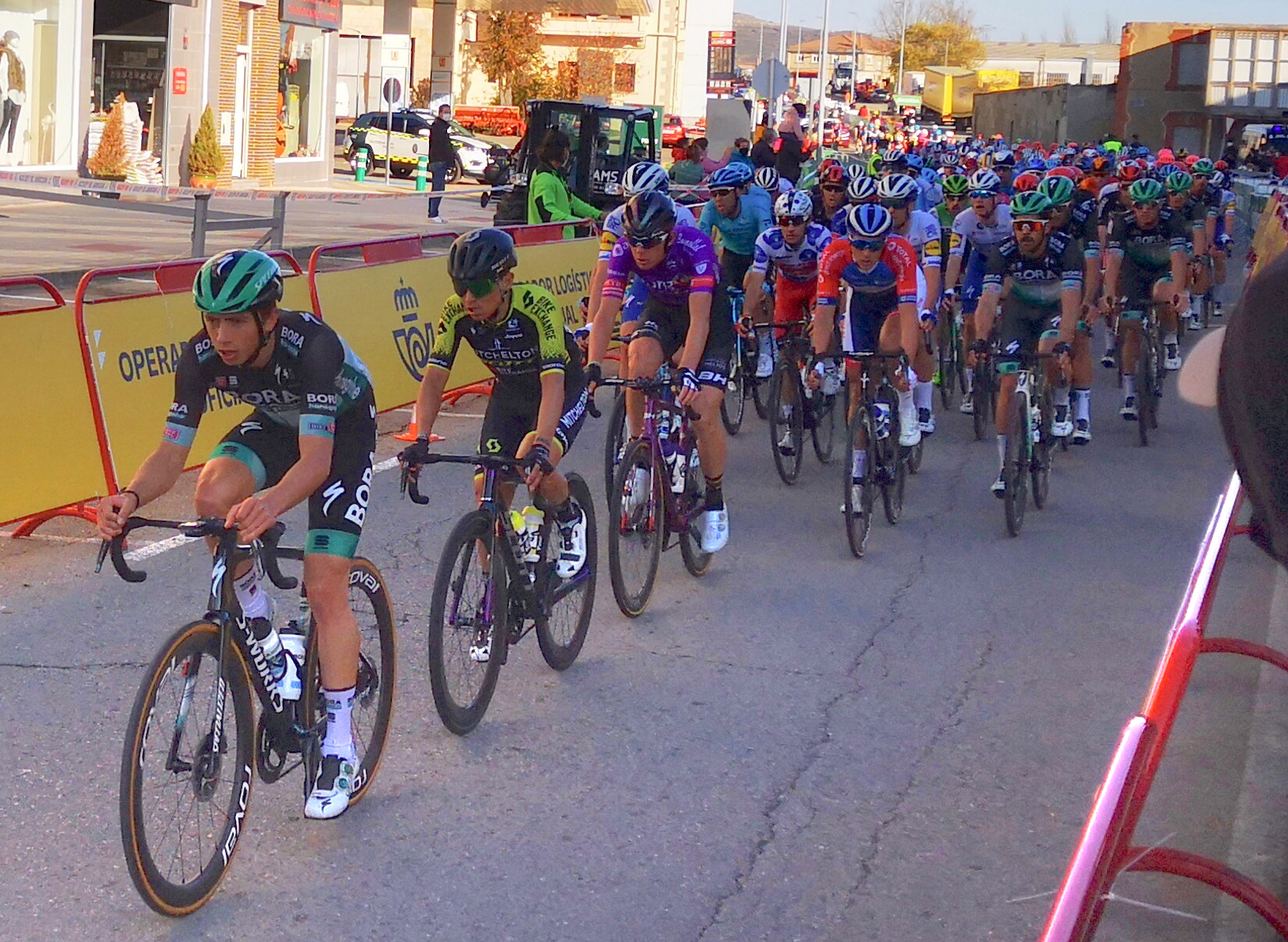
Entrada del pelotón en Aguilar de Campoo durante la disputa de la 9.ª etapa, encabezado por Ide Schelling.

Tras la anulación de las tres primeras etapas, los corredores iniciaron la competición directamente en el País Vasco con la cuarta etapa, de media montaña, que fue desde Irún hasta Arrate, lugar mítico de la Vuelta al País Vasco, y donde venció el ganador absoluto de la edición anterior, el esloveno Primož Roglič. Al día siguiente se sobrepasó el umbral de los 1000 m con la subida hacia el Santuario de San Miguel de Aralar, cuya cima está situada a 17 km de la llegada en Lecumberri. En la 6.ª etapa y por primera vez en la historia de la Vuelta, se produjo la llegada de la carrera a la Laguna Negra de Urbión, donde venció Daniel Martin. Después de una etapa llana con final en Ejea de los Caballeros, tres subidas animaron los 70 últimos kilómetros en la octava etapa camino de Sabiñánigo, con victoria de Tim Wellens. Se tenía prevista una etapa de montaña hispano-francesa con el Col de Portalet, el col d'Aubisque y la subida final al legendario col du Tourmalet; pero las restricciones impuestas por el COVID-19 en Francia obligaron a modificar el recorrido, teniendo el nuevo final de la etapa en Aramon Formigal, donde ganó el local Ion Izagirre y Richard Carapaz arrebató el liderato a Roglič.
Después del primer día de descanso, los corredores disputaron una etapa con dos subidas al Puerto de Orduña, antes de una llegada al Alto de Moncalvillo (8.ª etapa), con rampas del 13 y 14 % en los tres últimos kilómetros. Tras dos etapas llanas con finales en Aguilar de Campoo y Suances, en la que Roglič recuperó el liderato, llegó la montaña asturiana. En la primera etapa (la 14.ª) los corredores subieron cuatro puertos de 1.ª categoría durante los 120 últimos kilómetros, entre los cuales destacan el Alto de San Lorenzo y la subida final a La Farrapona. Al día siguiente disputaron la etapa en línea más corta de la carrera (109,2 km), con cinco subidas, entre ellas el Alto del Cordal y final en el Angliru, donde Carapaz volvió a vestirse de líder.
El segundo día de descanso fue seguido por una contrarreloj de 33,5 km, llana antes de la subida final hacia el Mirador de Ézaro (1,5 km à 17,67 %) donde Roglič logró la victoria, escudado en el gran trabajo de su equipo Jumbo-Visma, volviendo a enfundarse el jersey rojo de líder. Tras el paso por Galicia en un principio la carrera iba a atravesar Portugal, pero la crisis del COVID-19 provocó que el paso por el país luso fuera sustituido por una llegada en Puebla de Sanabria y un inicio de etapa en Salamanca. La última etapa de montaña atravesó seis puertos, entre ellos la subida final a la Covatilla donde Roglič, con cierta ayuda de Marc Soler y Enric Mas del Movistar Team, consiguió mantener el liderato pese al ataque final de Carapaz. El tradicional circuito madrileño puso el final de la carrera, con el triunfo de etapa de Pascal Ackermann y la segunda victoria absoluta consecutiva para Primož Roglič.

## Etapas
| Etapa      | Fecha     | Recorrido                                    | type                   | Distancia (km) | Ganador          | Líder           |
| ---------- | --------- | -------------------------------------------- | ---------------------- | -------------- | ---------------- | --------------- |
| 1.ª etapa  | 20 de oct | Irún – Arrate                                | etapa de media montaña | 173            | Primož Roglič    | Primož Roglič   |
| 2.ª etapa  | 21 de oct | Pamplona – Lecumberri                        | etapa de media montaña | 151,6          | Marc Soler       | Primož Roglič   |
| 3.ª etapa  | 22 de oct | Lodosa – Laguna Negra de Urbión              | etapa de media montaña | 166,1          | Daniel Martin    | Primož Roglič   |
| 4.ª etapa  | 23 de oct | Garray – Ejea de los Caballeros              | etapa llana            | 191,7          | Sam Bennett      | Primož Roglič   |
| 5.ª etapa  | 24 de oct | Huesca – Sabiñánigo                          | etapa de media montaña | 184,4          | Tim Wellens      | Primož Roglič   |
| 6.ª etapa  | 25 de oct | Biescas – Aramón Formigal                    | etapa de montaña       | 146,4          | Ion Izagirre     | Richard Carapaz |
|            | 26 de oct | Día de descanso                              | Día de descanso        |                |                  |                 |
| 7.ª etapa  | 27 de oct | Vitoria – Villanueva de Valdegovía           | etapa de media montaña | 159,7          | Michael Woods    | Richard Carapaz |
| 8.ª etapa  | 28 de oct | Logroño – Hornos de Moncalvillo              | etapa de montaña       | 164            | Primož Roglič    | Richard Carapaz |
| 9.ª etapa  | 29 de oct | Castrillo del Val – Aguilar de Campoo        | etapa llana            | 157,7          | Pascal Ackermann | Richard Carapaz |
| 10.ª etapa | 30 de oct | Castro-Urdiales – Suances                    | etapa llana            | 185            | Primož Roglič    | Primož Roglič   |
| 11.ª etapa | 31 de oct | Villaviciosa – Somiedo                       | etapa de montaña       | 170            | David Gaudu      | Primož Roglič   |
| 12.ª etapa | 1 de nov  | Pola de Laviana – Angliru                    | etapa de montaña       | 109,4          | Hugh Carthy      | Richard Carapaz |
|            | 2 de nov  | Día de descanso                              | Día de descanso        |                |                  |                 |
| 13.ª etapa | 3 de nov  | Muros – Mirador de Ézaro                     | cronoescalada          | 33,7           | Primož Roglič    | Primož Roglič   |
| 14.ª etapa | 4 de nov  | Lugo – Orense                                | etapa escarpada        | 204,7          | Tim Wellens      | Primož Roglič   |
| 15.ª etapa | 5 de nov  | Mos – Puebla de Sanabria                     | etapa escarpada        | 230,8          | Jasper Philipsen | Primož Roglič   |
| 16.ª etapa | 6 de nov  | Salamanca – Ciudad Rodrigo                   | etapa escarpada        | 162            | Magnus Cort      | Primož Roglič   |
| 17.ª etapa | 7 de nov  | Sequeros – Estación de esquí de La Covatilla | etapa de montaña       | 178,2          | David Gaudu      | Primož Roglič   |
| 18.ª etapa | 8 de nov  | Hipódromo de la Zarzuela – Madrid            | etapa llana            | 139,6          | Pascal Ackermann | Primož Roglič   |

## Clasificaciones finales
Las clasificaciones finalizaron de la siguiente forma:

### Clasificación general
| \| Clasificación general \| Clasificación general \| Clasificación general \| Clasificación general \| Clasificación general \| \| Ciclista \| Ciclista \| Equipo \| Tiempo \| \| \| --------------------- \| --------------------- \| ---------------------- \| --------------------- \| --------------------- \| \| 1.º \| Primož Roglič \| Jumbo-Visma \| 72 h 46 min 12 s \| \| \| 2.º \| Richard Carapaz \| Ineos Grenadiers \| + 24 s \| \| \| 3.º \| Hugh Carthy \| EF Pro Cycling \| + 1 min 15 s \| \| \| 4.º \| Daniel Martin \| Israel Start-Up Nation \| + 2 min 43 s \| \| \| 5.º \| Enric Mas \| Movistar Team \| + 3 min 36 s \| \| \| 6.º \| Wout Poels \| Bahrain McLaren \| + 7 min 16 s \| \| \| 7.º \| David de la Cruz \| UAE Team Emirates \| + 7 min 35 s \| \| \| 8.º \| David Gaudu \| Groupama-FDJ \| + 7 min 45 s \| \| \| 9.º \| Felix Großschartner \| Bora-Hansgrohe \| + 8 min 15 s \| \| \| 10.º \| Alejandro Valverde \| Movistar Team \| + 9 min 34 s \| \| \| 11.º \| Aleksandr Vlásov \| Astana \| + 9 min 36 s \| \| \| 12.º \| George Bennett \| Jumbo-Visma \| + 14 min 04 s \| \| \| 13.º \| Mikel Nieve \| Mitchelton-Scott \| + 14 min 47 s \| \| \| 14.º \| Guillaume Martin \| Cofidis \| + 15 min 07 s \| \| \| 15.º \| Sergio Luis Henao \| UAE Team Emirates \| + 15 min 36 s \| \| \| 16.º \| Sepp Kuss \| Jumbo-Visma \| + 16 min 26 s \| \| \| 17.º \| Mattia Cattaneo \| Deceuninck-Quick Step \| + 17 min 45 s \| \| \| 18.º \| Marc Soler \| Movistar Team \| + 21 min 01 s \| \| \| 19.º \| Gorka Izagirre \| Astana \| + 21 min 46 s \| \| \| 20.º \| Gino Mäder \| NTT Pro Cycling \| + 43 min 39 s \| \| |                     |                        |                  |
| |                     |                        |                  |
| Fuente: ProCyclingStats |                     |                        |                  |
| Clasificación general |                     |                        |                  |
| Ciclista | Ciclista            | Equipo                 | Tiempo           |
| 1.º | Primož Roglič       | Jumbo-Visma            | 72 h 46 min 12 s |
| 2.º | Richard Carapaz     | Ineos Grenadiers       | + 24 s           |
| 3.º | Hugh Carthy         | EF Pro Cycling         | + 1 min 15 s     |
| 4.º | Daniel Martin       | Israel Start-Up Nation | + 2 min 43 s     |
| 5.º | Enric Mas           | Movistar Team          | + 3 min 36 s     |
| 6.º | Wout Poels          | Bahrain McLaren        | + 7 min 16 s     |
| 7.º | David de la Cruz    | UAE Team Emirates      | + 7 min 35 s     |
| 8.º | David Gaudu         | Groupama-FDJ           | + 7 min 45 s     |
| 9.º | Felix Großschartner | Bora-Hansgrohe         | + 8 min 15 s     |
| 10.º | Alejandro Valverde  | Movistar Team          | + 9 min 34 s     |
| 11.º | Aleksandr Vlásov    | Astana                 | + 9 min 36 s     |
| 12.º | George Bennett      | Jumbo-Visma            | + 14 min 04 s    |
| 13.º | Mikel Nieve         | Mitchelton-Scott       | + 14 min 47 s    |
| 14.º | Guillaume Martin    | Cofidis                | + 15 min 07 s    |
| 15.º | Sergio Luis Henao   | UAE Team Emirates      | + 15 min 36 s    |
| 16.º | Sepp Kuss           | Jumbo-Visma            | + 16 min 26 s    |
| 17.º | Mattia Cattaneo     | Deceuninck-Quick Step  | + 17 min 45 s    |
| 18.º | Marc Soler          | Movistar Team          | + 21 min 01 s    |
| 19.º | Gorka Izagirre      | Astana                 | + 21 min 46 s    |
| 20.º | Gino Mäder          | NTT Pro Cycling        | + 43 min 39 s    |

### Clasificación por puntos
| Clasificación por puntos | Clasificación por puntos | Clasificación por puntos | Clasificación por puntos | Clasificación por puntos |
| Ciclista                 | Ciclista                 | Equipo                   | Puntos                   |                          |
| ------------------------ | ------------------------ | ------------------------ | ------------------------ | ------------------------ |
| 1.º                      | Primož Roglič            | Jumbo-Visma              | 204 pts                  |                          |
| 2.º                      | Richard Carapaz          | Ineos Grenadiers         | 133 pts                  |                          |
| 3.º                      | Daniel Martin            | Israel Start-Up Nation   | 111 pts                  |                          |
| 4.º                      | Hugh Carthy              | EF Pro Cycling           | 96 pts                   |                          |
| 5.º                      | Guillaume Martin         | Cofidis                  | 87 pts                   |                          |
| 6.º                      | Pascal Ackermann         | Bora-Hansgrohe           | 84 pts                   |                          |
| 7.º                      | Jasper Philipsen         | UAE Team Emirates        | 80 pts                   |                          |
| 8.º                      | Marc Soler               | Movistar Team            | 73 pts                   |                          |
| 9.º                      | Michael Woods            | EF Pro Cycling           | 72 pts                   |                          |
| 10.º                     | Enric Mas                | Movistar Team            | 71 pts                   |                          |

### Clasificación de la montaña
| Clasificación de la montaña | Clasificación de la montaña | Clasificación de la montaña | Clasificación de la montaña | Clasificación de la montaña |
| Ciclista                    | Ciclista                    | Equipo                      | Puntos                      |                             |
| --------------------------- | --------------------------- | --------------------------- | --------------------------- | --------------------------- |
| 1.º                         | Guillaume Martin            | Cofidis                     | 99 pts                      |                             |
| 2.º                         | Tim Wellens                 | Lotto-Soudal                | 34 pts                      |                             |
| 3.º                         | Richard Carapaz             | Ineos Grenadiers            | 30 pts                      |                             |
| 4.º                         | David Gaudu                 | Groupama-FDJ                | 29 pts                      |                             |
| 5.º                         | Sepp Kuss                   | Jumbo-Visma                 | 27 pts                      |                             |
| 6.º                         | Primož Roglič               | Jumbo-Visma                 | 24 pts                      |                             |
| 7.º                         | Hugh Carthy                 | EF Pro Cycling              | 21 pts                      |                             |
| 8.º                         | Michael Woods               | EF Pro Cycling              | 21 pts                      |                             |
| 9.º                         | Rui Alberto Costa           | UAE Team Emirates           | 21 pts                      |                             |
| 10.º                        | Daniel Martin               | Israel Start-Up Nation      | 20 pts                      |                             |

### Clasificación de los jóvenes
| Clasificación del mejor joven | Clasificación del mejor joven | Clasificación del mejor joven | Clasificación del mejor joven | Clasificación del mejor joven |
| Ciclista                      | Ciclista                      | Equipo                        | Tiempo                        |                               |
| ----------------------------- | ----------------------------- | ----------------------------- | ----------------------------- | ----------------------------- |
| 1.º                           | Enric Mas                     | Movistar Team                 | 72 h 49 min 48 s              |                               |
| 2.º                           | David Gaudu                   | Groupama-FDJ                  | + 4 min 09 s                  |                               |
| 3.º                           | Aleksandr Vlásov              | Astana                        | + 6 min 00 s                  |                               |
| 4.º                           | Gino Mäder                    | NTT Pro Cycling               | + 40 min 03 s                 |                               |
| 5.º                           | Georg Zimmermann              | CCC Team                      | + 42 min 04 s                 |                               |
| 6.º                           | William Barta                 | CCC Team                      | + 46 min 28 s                 |                               |
| 7.º                           | Kobe Goossens                 | Lotto-Soudal                  | + 59 min 21 s                 |                               |
| 8.º                           | Clément Champoussin           | AG2R La Mondiale              | + 1 h 17 min 44 s             |                               |
| 9.º                           | Robert Power                  | Team Sunweb                   | + 1 h 30 min 22 s             |                               |
| 10.º                          | Dorian Godon                  | AG2R La Mondiale              | + 1 h 38 min 24 s             |                               |

### Clasificación por equipos
| Clasificación por equipos | Clasificación por equipos | Clasificación por equipos | Clasificación por equipos |
| Equipo                    | Equipo                    | Tiempo                    |                           |
| ------------------------- | ------------------------- | ------------------------- | ------------------------- |
| 1.º                       | Movistar Team             | 218 h 37 min 21 s         |                           |
| 2.º                       | Jumbo-Visma               | + 10 min 23 s             |                           |
| 3.º                       | Astana                    | + 40 min 09 s             |                           |
| 4.º                       | UAE Team Emirates         | + 1 h 04 min 05 s         |                           |
| 5.º                       | Mitchelton-Scott          | + 1 h 08 min 33 s         |                           |
| 6.º                       | Cofidis                   | + 1 h 44 min 20 s         |                           |
| 7.º                       | Ineos Grenadiers          | + 2 h 32 min 28 s         |                           |
| 8.º                       | Groupama-FDJ              | + 2 h 44 min 38 s         |                           |
| 9.º                       | Team Sunweb               | + 3 h 08 min 27 s         |                           |
| 10.º                      | EF Pro Cycling            | + 3 h 12 min 25 s         |                           |

## Evolución de las clasificaciones
| Etapa                   |                         | Ganador _        | Clasificación general | Puntos        | Montaña          | Jóvenes   | Combatividad              | Equipo        |
| ----------------------- | ----------------------- | ---------------- | --------------------- | ------------- | ---------------- | --------- | ------------------------- | ------------- |
| 1.ª etapa               | etapa de media montaña  | Primož Roglič    | Primož Roglič         | Primož Roglič | Sepp Kuss        | Enric Mas | Jetse Bol                 | Jumbo-Visma   |
| 2.ª etapa               | etapa de media montaña  | Marc Soler       | Primož Roglič         | Primož Roglič | Richard Carapaz  | Enric Mas | Gonzalo Serrano Rodríguez | Jumbo-Visma   |
| 3.ª etapa               | etapa de media montaña  | Daniel Martin    | Primož Roglič         | Primož Roglič | Richard Carapaz  | Enric Mas | Willie Smit               | Jumbo-Visma   |
| 4.ª etapa               | etapa llana             | Sam Bennett      | Primož Roglič         | Primož Roglič | Richard Carapaz  | Enric Mas | Jesús Ezquerra            | Jumbo-Visma   |
| 5.ª etapa               | etapa de media montaña  | Tim Wellens      | Primož Roglič         | Primož Roglič | Tim Wellens      | Enric Mas | Guillaume Martin          | Jumbo-Visma   |
| 6.ª etapa               | etapa de montaña        | Ion Izagirre     | Richard Carapaz       | Primož Roglič | Tim Wellens      | Enric Mas | Gorka Izagirre            | Movistar Team |
| 7.ª etapa               | etapa de media montaña  | Michael Woods    | Richard Carapaz       | Primož Roglič | Guillaume Martin | Enric Mas | Alejandro Valverde        | Movistar Team |
| 8.ª etapa               | etapa de montaña        | Primož Roglič    | Richard Carapaz       | Primož Roglič | Guillaume Martin | Enric Mas | Stan Dewulf               | Movistar Team |
| 9.ª etapa               | etapa llana             | Pascal Ackermann | Richard Carapaz       | Primož Roglič | Guillaume Martin | Enric Mas | Juan Felipe Osorio        | Movistar Team |
| 10.ª etapa              | etapa llana             | Primož Roglič    | Primož Roglič         | Primož Roglič | Guillaume Martin | Enric Mas | Alex Molenaar             | Movistar Team |
| 11.ª etapa              | etapa de montaña        | David Gaudu      | Primož Roglič         | Primož Roglič | Guillaume Martin | Enric Mas | Marc Soler                | Movistar Team |
| 12.ª etapa              | etapa de montaña        | Hugh Carthy      | Richard Carapaz       | Primož Roglič | Guillaume Martin | Enric Mas | Guillaume Martin          | Movistar Team |
| 13.ª etapa              | cronoescalada           | Primož Roglič    | Primož Roglič         | Primož Roglič | Guillaume Martin | Enric Mas | no otorgado               | Movistar Team |
| 14.ª etapa              | etapa escarpada         | Tim Wellens      | Primož Roglič         | Primož Roglič | Guillaume Martin | Enric Mas | Marc Soler                | Movistar Team |
| 15.ª etapa              | etapa escarpada         | Jasper Philipsen | Primož Roglič         | Primož Roglič | Guillaume Martin | Enric Mas | Guillaume Martin          | Movistar Team |
| 16.ª etapa              | etapa escarpada         | Magnus Cort      | Primož Roglič         | Primož Roglič | Guillaume Martin | Enric Mas | Rémi Cavagna              | Movistar Team |
| 17.ª etapa              | etapa de montaña        | David Gaudu      | Primož Roglič         | Primož Roglič | Guillaume Martin | Enric Mas | Marc Soler                | Movistar Team |
| 18.ª etapa              | etapa llana             | Pascal Ackermann | Primož Roglič         | Primož Roglič | Guillaume Martin | Enric Mas | no otorgado               | Movistar Team |
| Clasificaciones finales | Clasificaciones finales |                  | Primož Roglič         | Primož Roglič | Guillaume Martin | Enric Mas | Rémi Cavagna              | Movistar Team |

## Ciclistas participantes y posiciones finales
Convenciones:
- AB-N: Abandono en la etapa N
- FLT-N: Retiro por llegada fuera del límite de tiempo en la etapa N
- NTS-N: No tomó la salida para la etapa N
- DES-N: Descalificado o expulsado en la etapa N

## UCI World Ranking
La Vuelta a España otorgó puntos para el UCI World Ranking para corredores de los equipos en las categorías UCI WorldTeam, UCI ProTeam y Continental. Las siguientes tablas son el baremo de puntuación y los 10 corredores que obtuvieron más puntos:
| Posición                 | 1.º | 2.º | 3.º | 4.º | 5.º | 6.º | 7.º | 8.º | 9.º | 10.º | 11.º | 12.º | 13.º | 14.º | 15.º | 16.º | 17.º | 18.º | 19.º | 20.º | 21.º-25.º | 26.º-30.º | 31.º-40.º | 41.º-50.º | 51.º-55.º | 56.º-60.º |
| Clasificación general    | 850 | 680 | 575 | 460 | 380 | 320 | 260 | 220 | 180 | 140  | 120  | 100  | 84   | 68   | 60   | 56   | 52   | 48   | 44   | 40   | 32        | 24        | 20        | 16        | 12        | 8         |
| Por etapa                | 100 | 40  | 20  | 12  | 4   |     |     |     |     |      |      |      |      |      |      |      |      |      |      |      |           |           |           |           |           |           |
| Líder                    | 20  |     |     |     |     |     |     |     |     |      |      |      |      |      |      |      |      |      |      |      |           |           |           |           |           |           |
| Clasificación secundaria | 100 | 40  | 20  |     |     |     |     |     |     |      |      |      |      |      |      |      |      |      |      |      |           |           |           |           |           |           |

Nota:
1. ↑  Solo clasificaciones de la regularidad y la montaña.

| Clasificación |                  |                        |         |       |       |            |       |
| Posición      | Ciclista         | Equipo                 | General | Etapa | Líder | Secundaria | Total |
| ------------- | ---------------- | ---------------------- | ------- | ----- | ----- | ---------- | ----- |
| 1.º           | Primož Roglič    | Jumbo-Visma            | 850     | 536   | 240   | 100        | 1726  |
| 2.º           | Richard Carapaz  | INEOS Grenadiers       | 680     | 128   | 100   | 60         | 968   |
| 3.º           | Hugh Carthy      | EF                     | 575     | 116   | -     | -          | 691   |
| 4.º           | Daniel Martin    | Israel Start-Up Nation | 460     | 160   | -     | 20         | 640   |
| 5.º           | David Gaudu      | Groupama-FDJ           | 220     | 200   | -     | -          | 420   |
| 6.º           | Enric Mas        | Movistar               | 380     | 20    | -     | -          | 400   |
| 7.º           | Wout Poels       | Bahrain McLaren        | 320     | 12    | -     | -          | 332   |
| 8.º           | David de la Cruz | UAE Emirates           | 260     | 12    | -     | -          | 272   |
| 9.º           | Pascal Ackermann | Bora-Hansgrohe         | -       | 252   | -     | -          | 252   |
| 10.º          | Tim Wellens      | Lotto Soudal           | -       | 200   | -     | 40         | 240   |